# 우타즈정
우타즈정(일본어: 宇多津町)은 일본 가가와현 서부에 있느 아야우타군의 정이다.
인구 밀도와 인구 증가율 모두 가가와현 전체에서 최고 수준이며 정명의 유래는 옛 군명인 우타리군의 나루터(津)인 데에서 온 것으로 옛날에는 우타리진(鵜足津)으로도 표기되었다.

## 지리
가가와현에서 가장 작은 시정촌이다. 그러나 경제적으로 비교적 여유가 있기 때문에 현재 합병 예정 시정촌은 없다. 대합병이 계속되어 작은 마을이 대량으로 큰 시에 흡수된 가가와현 안에서는 약간 특이한 경우라고 할 수 있다.

## 역사
고대에는 항구 지역으로 야마토 조정에 공물을 실어내었다. 가마쿠라 시대에는 많은 사원이 건립되어 군사의 집결 숙박소로 이용되었고 물자를 실어내는 항구로 중요한 위치를 확립하였다. 1363년에 호소카와 요리유키가 호소카와 기요우지를 물리치고 우타즈에 거성을 지으면서 시코쿠의 정치 중심지가 되었다.
- 1898년 - 우타즈정이 성립하였다.
- 1955년 5월 3일 - 이노촌의 동쪽 일부를 편입하였다.
- 1988년 - 세토 대교가 개통하였다.

## 경제

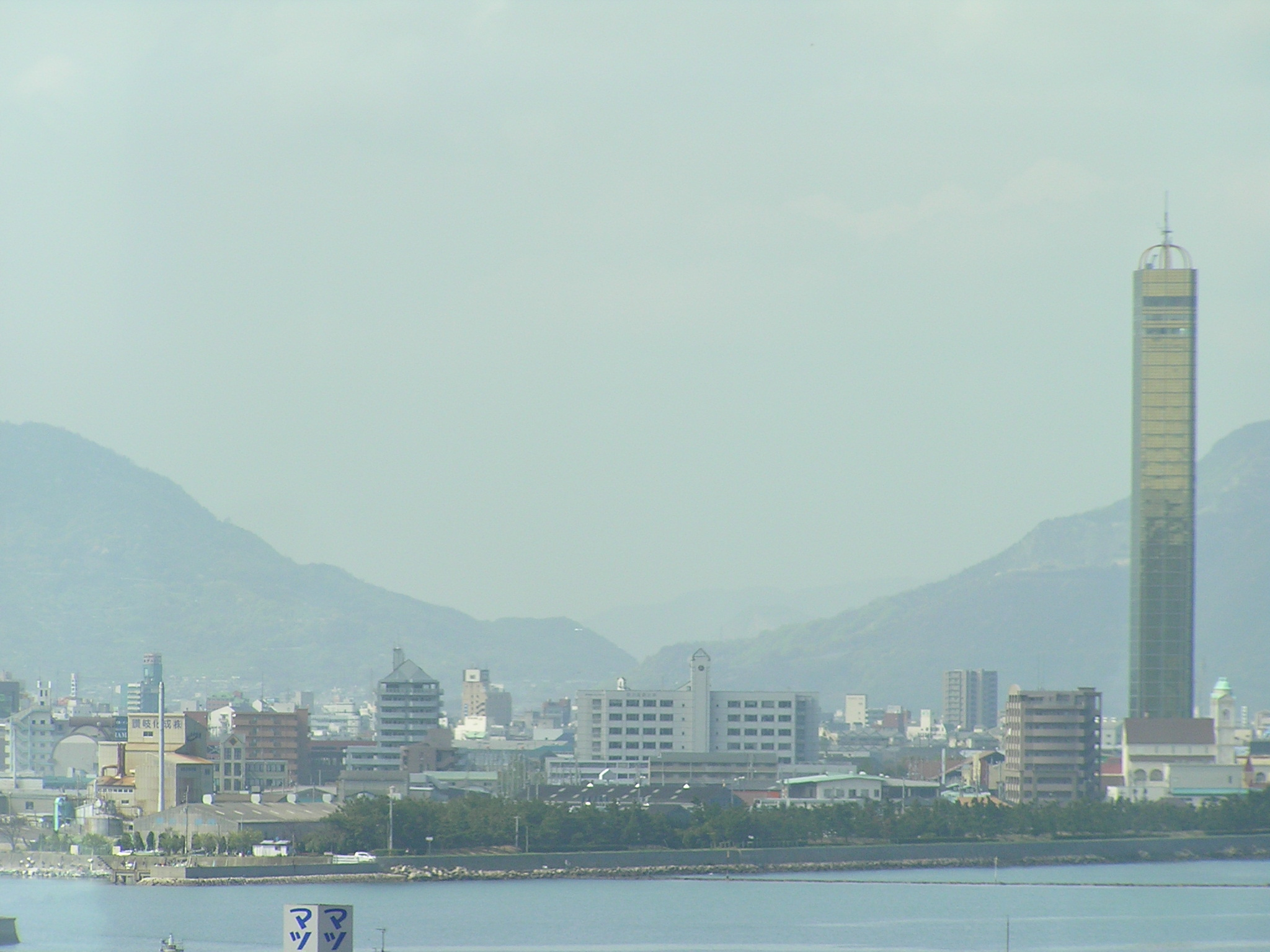
세토 대교선에서 본 우타즈 시가지

이전에는 광대한 염전이 있던 곳이지만 1980년대 이후 염전을 매립해 재개발이 시작되었다. 이후 세토 대교의 개통과 함께 JR 우타즈역도 요산선이 이설되면서 고가화되었고 골드 타워(시코쿠에서 가장 높은 건축물, 높이 158m) 등의 관광·상업 시설을 확충하고 고층 맨션과 중층 맨션의 건설 러시가 발생하는 등 큰 발전을 보였다. 현재도 서서히 계속 발전하고 있다.

## 교통

### 철도
- 시코쿠 여객철도 요산선

### 도로
- 국도 11호선(국도 319호선과 중복)